# Тове Едфельдт
Туве Анна Майя Едфельдт (швед. Tove Anna Maja Edfeldt; нар.. 24 листопада 1983 року, Труса, Седерманланд, Швеція) — шведська актриса театру і кіно. Її мати — Катті Едфельдт — шведська актриса, режисерка і сценаристка.

## Життєпис
Туве Едфельдт вперше взяла участь в кіно зовсім випадково. Це був фільм «Діти з Бюллербю». У ранньому дитинстві Туве брала участь у різних виставах Унг Театру в Стокгольмі. З 2004 по 2008 роки Туве навчалася в Театральній Академії Стокгольма. Брала участь у цирку, грала клоуном і подорожувала з концертами іншими країнами: Йорданія, ПАР і Свазіленд.

## Фільмографія
| Рік  | Назва                                            | Персонаж                        |
| ---- | ------------------------------------------------ | ------------------------------- |
| 1986 | Діти з Бюллербю                                  | Керстін                         |
| 1987 | Нові пригоди дітей з Бюллербю                    | Керстін                         |
| 1993 | Roseanna                                         | дівчинка з вудкою               |
| 1997 | Правда чи сміливість                             | Нора                            |
| 1998 | S: t Mikael (серіал)                             |                                 |
| 1999 | Єва і Адам (серіал)                              | дівчинка в акторській групі Єви |
| 2000 | Barnen på Luna (серіал)                          | Мерседес                        |
| 2001 | Єва і Адам — Чотири дні народження і одне фіаско | Сара                            |
| 2002 | Bella — bland kryddor och kriminella (серіал)    | Карін                           |
| 2003 | Інший шлях                                       | Ганна Андерсен                  |
| 2006 | Innan du slår i marken (короткометражка)         | Siri                            |
| 2010 | Aldrig nudda mark (короткометражка)              |                                 |
| 2011 | Історія Стіг-Хелмера                             | Хйордіс                         |
| 2013 | Bäst före                                        | Міа                             |